# オークタウン大和高田

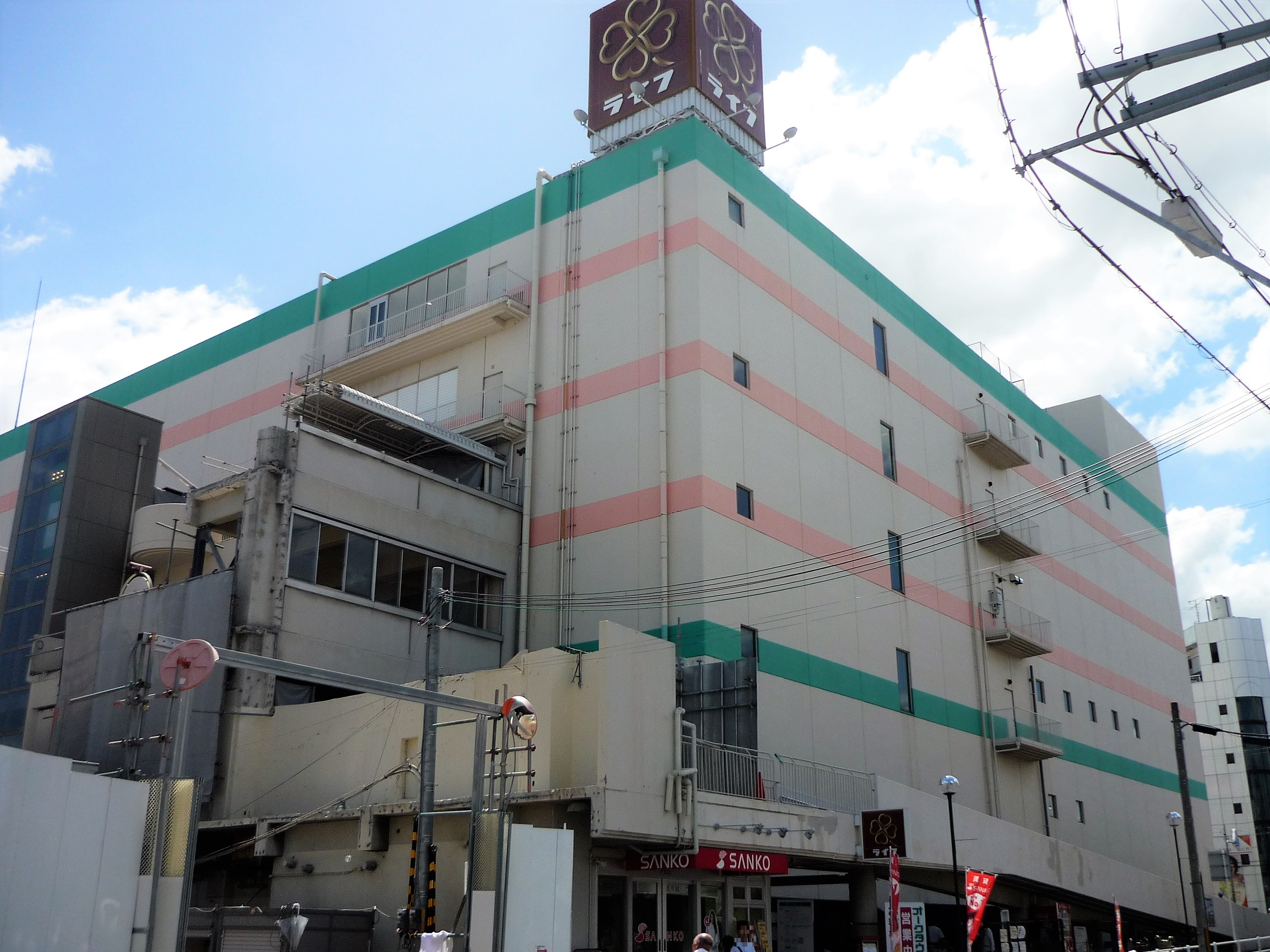
くらし館

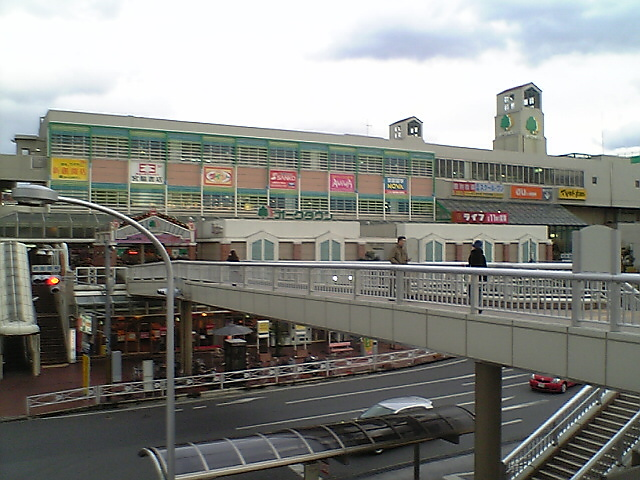
2005年（平成17年）ダイエーからライフへ

オークタウン大和高田（オークタウンやまとたかだ）は、かつて奈良県大和高田市に所在したユニチカ系のショッピングセンターである。本項目では後継施設のトナリエ大和高田についても解説する。

## 概要
ユニチカ株式会社が旧・高田工場跡地に建設、1975年（昭和50年）11月22日にオープンしたショッピングセンター。ライフ大和高田店を核に専門店街を配置する本格的なモール型店舗であった。大和高田駅の南東、和歌山線高田駅の北に位置する。オープン当初からダイエーを核店舗としていたが2005年（平成17年）にダイエーが撤退し、新たにライフがオープンした。
建物は6階建、オープン当初の店舗面積はダイエーと専門店を併せ約1万7500平方メートル。専門店部分の2階にはオークの樹が植わった人工台地があり、屋上には2つの鐘塔を有し、当時としてはユニークなショッピングセンターとして人気を呼んだ。その後、1984年（昭和59年）10月、第2期として店舗約1500平方メートルと温水プール、テニスコート、カルチャースクールなどのレジャー施設がオープンした。
毎年イベントも開催され、渡辺徹、石川秀美、荻野目洋子などの著名人の出演もあった。
開業以来約30年に渡って株式会社ユニチカオークタウンによって管理・運営されてきたが、ユニチカリアルティ株式会社が2005年（平成17年）10月1日にユニチカオークタウンを吸収合併したため、その後はユニチカリアルティが管理・運営していた。しかし、2015年（平成27年）7月1日に株式会社日本エスコン（現：エスコン）が当該施設を取得したと発表したため、当施設はユニチカの手を離れることとなった。
2017年（平成29年）3月31日をもってセンターモール・ヤンプラ（yanpla）が閉鎖され、跡地には新しい建物の建設が始まった。センターモール・ヤンプラの閉鎖後もくらし館は営業を続けていたが、2018年（平成30年）11月11日にライフが移転のため閉店し、22日をもって高田旅券センターが移転したため、建物全体が閉鎖された。
翌日の11月23日に「トナリエ大和高田」が開業した。ライフはトナリエ大和高田の核店舗として移転再出店したほか、マツモトキヨシなどいくつかのテナントもトナリエ大和高田にて再出店した。
トナリエ大和高田は3階建ての建物であり、屋上駐車場は設置されていない。その代わりに5層の立体駐車場を併設する。
トナリエ大和高田の開業後、くらし館は解体された。くらし館の跡地には日本エスコンにより、205戸のマンションが建設された。

## 沿革
- 1974年（昭和49年）6月 - ユニチカが廃止された京都工場および高田工場の再開発を目的として都市開発事業部を新設。高田工事跡にはコミュニティセンターを中核とする新しい都市空間の実現が予定されており、都市開発第二部が高田工場跡を担当した[7]。
- 1975年（昭和50年）
  - 10月 - 都市開発事業部都市開発第二部が独立、「株式会社ユニチカオークタウン」が設立される[7]。
  - 11月 - 第一期分が竣工。二階専門店部分にはオークの樹を植えた人工台地が、屋上には二つの鐘塔が設けられる[7]。
  - 11月22日 - 第一期分がオープン。
- 1984年（昭和59年）10月 - 第二期分のレジャー施設（店舗、温水プール、テニスコート）がオープン[7]。
- 2015年（平成27年）7月1日 - 株式会社日本エスコン（現：エスコン）が当施設を取得したと発表した[2]。
- 2017年（平成29年）3月31日 - センターモール・ヤンプラが閉鎖。
- 2018年（平成30年）
  - 11月11日 - ライフ大和高田店が移転のため閉店。
  - 11月22日 - くらし館が完全閉鎖。
  - 11月23日 - トナリエ大和高田が開業。

## オークタウン時代のテナント

### 核テナント
- ダイエー 大和高田店（2005年（平成17年）8月31日閉店）

### くらし館
- 6F
  - ザ・ダイソー 大和高田店
  - 電位治療器　relaxation アイール
  - 占い　マリンテレサの家
  - オークタウンメディカルセンター
- 5F
  - 宮脇書店 大和高田店
  - ブティックミツヤ
  - 文具のコンパス 大和高田店
  - モーリーファンタジー・らんらんらんど
  - 鍼灸整骨院ホリスティックサロン 杏林会
  - コズモスイング

- 4F
  - WEGO オークタウン大和高田店（2009年（平成21年）8月閉店[要出典]）
  - マツヤデンキ（2009年（平成21年）9月[要出典]、増床を機にヤマダ電機に業態変更）
  - 奈良県高田旅券センター
  - 印紙販売所　わかくさもえぎ
  - ヤマダ電機 テックランド大和高田店
  - ひごペットフレンドリー 大和高田店
  - 婦人服　P-COLLECT
  - ビデオ大和高田オークタウン店
- 3F
  - 講談社すこやか教室
  - SaWaSDEE
  - パーティハウス オークタウン大和高田店
  - マックハウス オークタウン大和高田店
  - ROPE any SiS
  - シュー・プラザ 大和高田店
  - ミネルヴァ
  - おしゃれ靴　ブルーベ
  - KURUKURU (クルクル)
- 2F
  - S.O.X
  - ライフ 大和高田店（2005年（平成17年）12月8日開店）
  - マツモトキヨシ 大和高田店
  - オリペット
  - セブン銀行・ゆうちょ銀行ATM
- 1F
  - 山晃住宅 高田店
  - 花恋
  - 宝くじ

### センターモール・ヤンプラ(yanpla)
- 4F
  - お好み焼 風の街 大和高田店
  - らーめん太閤 大和高田店
  - ラポルティ
  - キャロット
  - KAZOKU亭
  - ロイヤルクイーン料理教室
  - マーマの里こどもステーション
  - アイメディカルセンター
  - 京進スクール・ワン
  - こども英会話のミネルヴァ オークタウン大和高田プラザ
  - 松陰高等学校　奈良学習センター
  - 高田囲碁サロン
  - パーティールーム
  - 和食 ふじい
  - 麺類 太郎彦
  - 手打ちうとん亭ひさ家 大和高田店
  - スガキヤ
  - 百姓亭
  - スエヒロ
  - オーク
  - ぺたんこ
  - 蘭蘭
  - 太郎彦
  - つくば開成高等学校 奈良学習センター
- 3F
  - メルシー 高田店
  - ボン
  - メガネの愛眼 大和高田店
  - tearoomエルフ
  - パソコン教室わかるとできる オークタウン大和高田校
  - カワイ音楽教室 高田ミュージックセンター
  - 男と女のヘアースタジオ グランド 大和高田店
  - カルチャーセンター
  - オークホール
  - エーゲの海
  - パソコン教室アビバ オークタウン大和高田校
  - ペリカン
  - サン・ピエロ
  - 稲田塾 高田校
  - 伸光堂
  - ステーショナリークラブII
  - ふろーれんす
- 2F
  - anysis
  - Cosmos Swing (コズモスイング)
  - スミレヤ
  - サンリオショップ　MAKI
  - ファッションスポット　オリペット
  - CAROL (キャロル)
  - poppet (パピット)
  - インテリエ
  - アップトリム
  - むらた
  - KIDS FASHION super KaZ
  - M.A.M (マム)
  - Caris (カリス)
  - フォーシーズン
  - MATERIA (マテリア)
  - Pinky & Dianne (ピンキー＆ダイアン)
  - VICKY & MAYSON GREY (ビッキー＆メイソングレイ)
  - ROPE (ロペ)
  - Blueberry (ブルーベリー)
  - ELLE by MURATA (エル)
- 1F
  - HALF/DAY 大和高田店
  - 靴と鍵の修理 おれんじ
  - ゝ神 TENJIN
  - 山晃住宅 高田店
  - ほけんの窓口
  - マクドナルド
  - 立ち呑みBAR
  - クリーニング ルビー
  - 大衆居酒屋 お帰り
  - ご馳走麺喰屋 ちとせ
  - Hisaya （ひさや）
  - ウエダベーカリー オークタウン店
  - かしの木
  - サンコーフーズ
  - エンジェ
  - コーヨー薬局
  - ペット 趣味園
  - フラワーショップかし
  - チャオ
  - 錦餅
  - 若草書店
  - 子供服 PAL
  - もんちっち
  - JTBトラベランド 大和高田店

### その他
- オークタウンスイミングクラブ
- オークタウンテニススクール

## トナリエ時代の主なテナント
- ライフ（1階）
- マツモトキヨシ（1階）
- 西松屋（2階）
- アカチャンホンポ（2階）
- あかのれん（3階）
- 宮脇書店（3階）
- ダイソー（3階）

## 交通アクセス
公共交通機関
- 近鉄大阪線大和高田駅から約100m
- JR西日本和歌山線・桜井線高田駅から約250m

自動車
- 京奈和自動車道 橿原北インターチェンジから約4.9km
- 西名阪自動車道 香芝インターチェンジから8.1km